# Molestia
Molestia is een geslacht van spinnen uit de familie hangmatspinnen (Linyphiidae).

## Soorten
De volgende soorten zijn bij het geslacht ingedeeld:
- Molestia molesta (Tao, Li & Zhu, 1995)